# Kuiché de las Flores
Kuiché de las Flores es una localidad, comisaría del municipio de Cansahcab en el estado de Yucatán localizado en el sureste de México.

## Toponimia
El nombre (Kuiché) proviene del idioma maya.

## Hechos históricos
- En 1921 cambia su nombre de Kuiché a Kuinché de las Flores.
- En 1930 cambia a Kuiché de las Flores.

## Demografía
Según el censo de 2005 realizado por el INEGI, la población de la localidad era de 0 habitantes.
| 156                         | 166 | 15 | 17 | 18 | 10 | 16 | ? | 0 | 0 | 0 | 0 | 0 |
| (Fuente: INEGI [Consultar]) |     |    |    |    |    |    |   |   |   |   |   |   |

## Galería

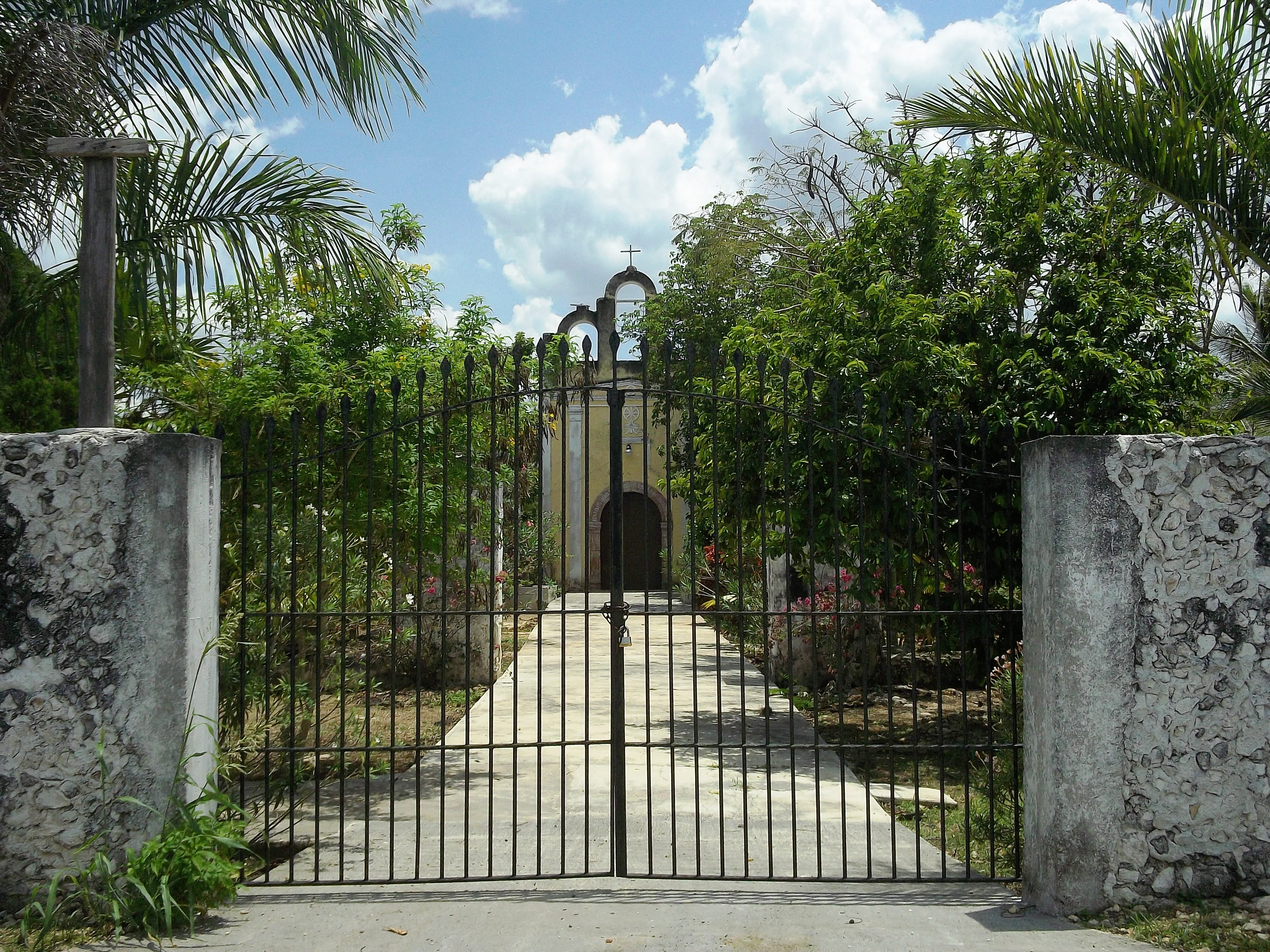
Entrada a Kuiché de las Flores.
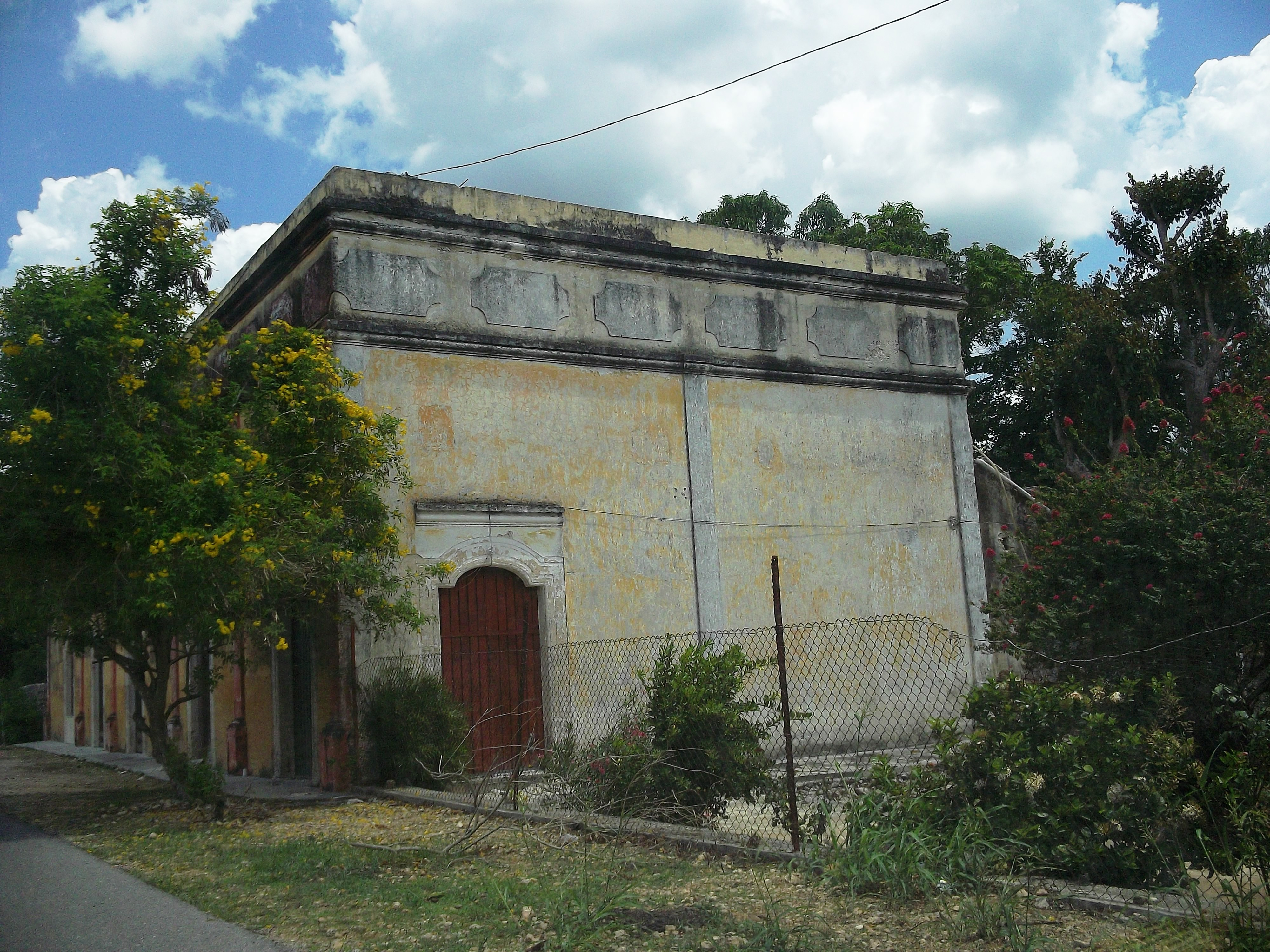
Vista de Kuiché de las Flores.
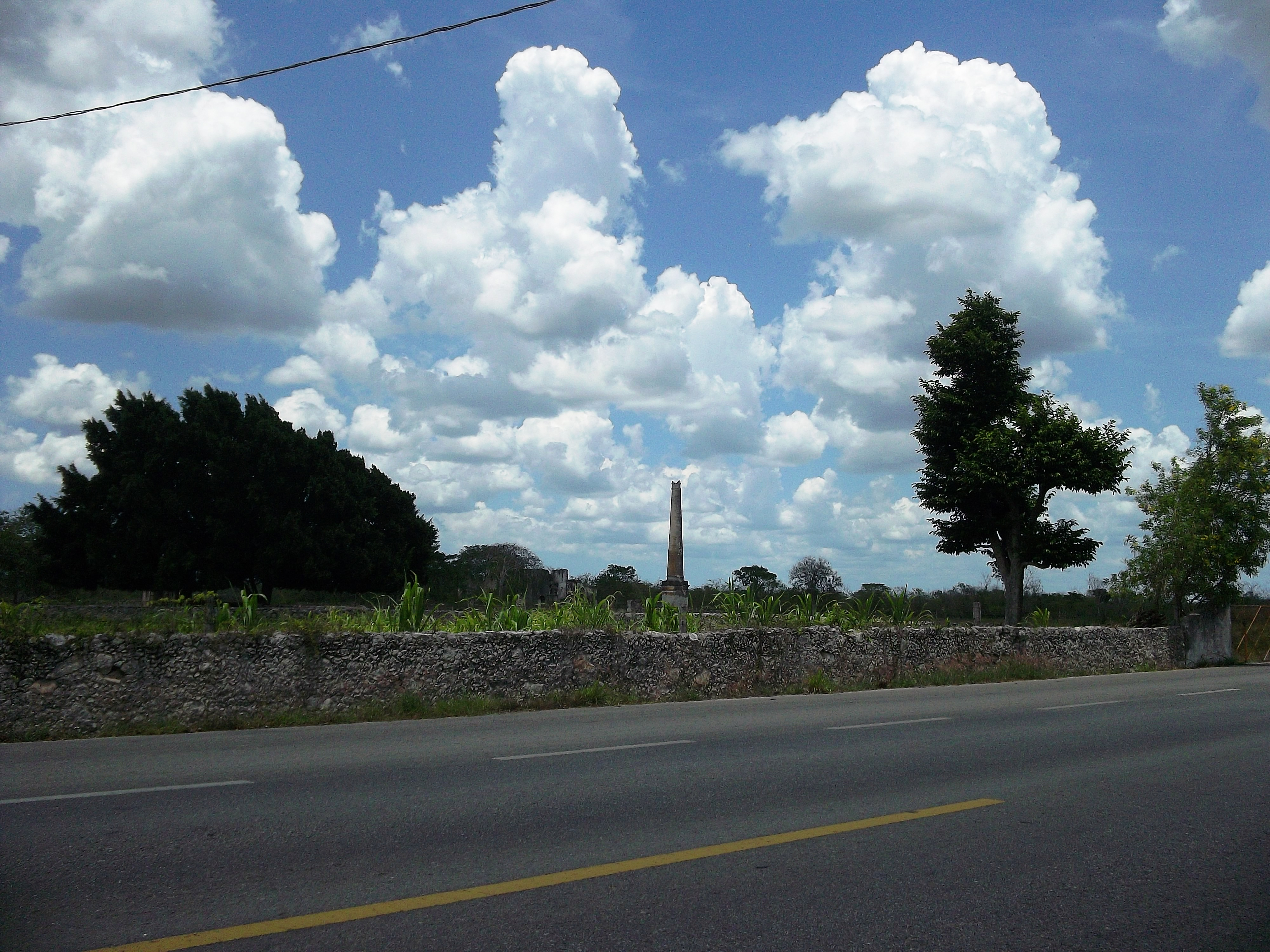
Vista de Kuiché de las Flores.
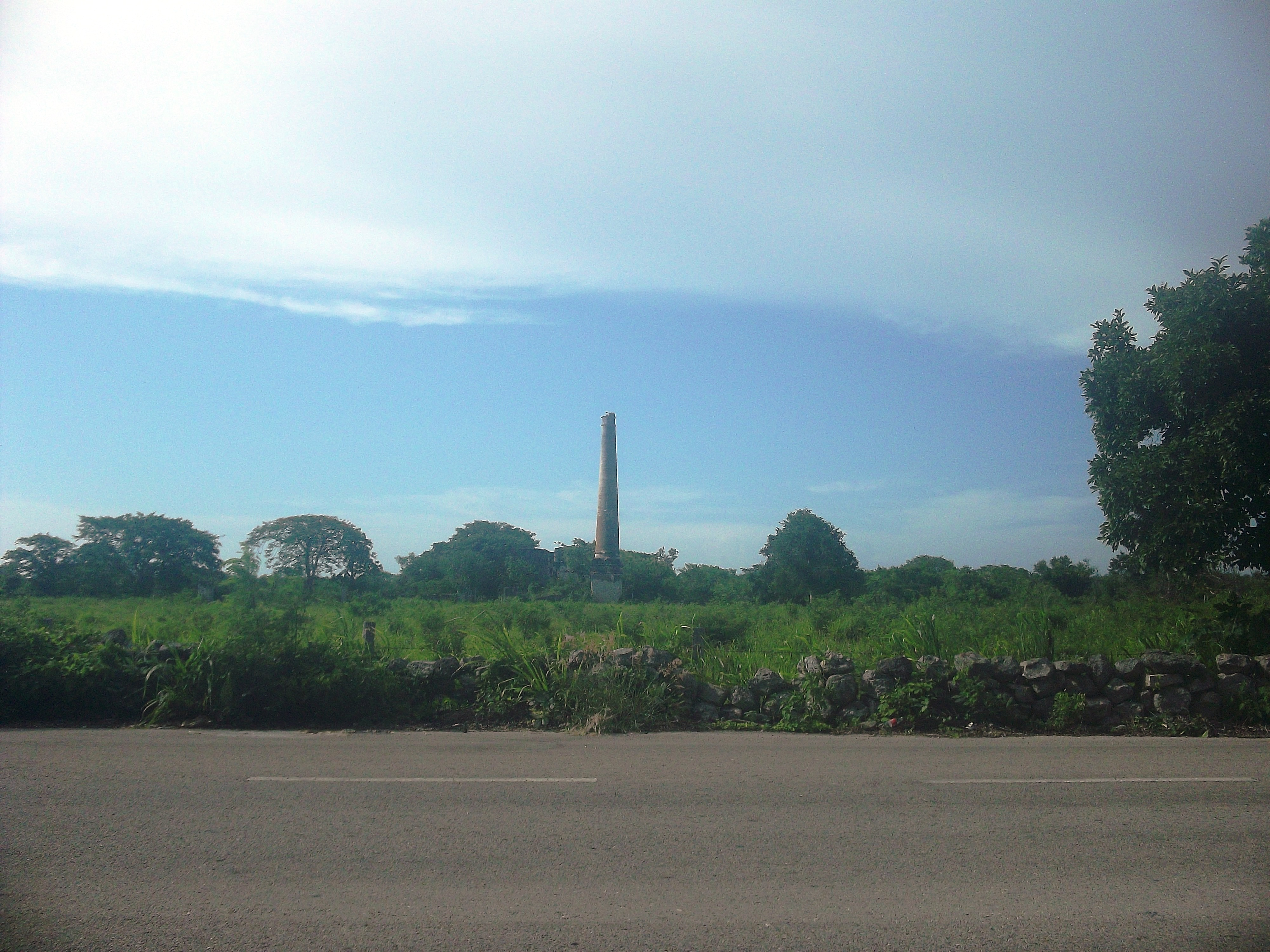
Vista de Kuiché de las Flores.